# Novozerosøen
Novozerosøen (Новое озеро, Novozero Ozero), er en russisk sø i Vologda oblasten, beliggende ca. 400 km nord for Moskva. I søen ligger øen Ognenny Ostrov (dansk: Ildøen), som rummer et tidligere kloster, der i 1917 blev omdannet til et fængsel, og siden 1953 et højsikkerhedsfængsel, fængsel nr. OE 256/5, for dødsdømte.
59°57′N 37°15′Ø / 59.950°N 37.250°Ø